# Fiesta del jamón de La Cañiza
La fiesta del jamón de La Cañiza se celebra anualmente en La Cañiza, una población de la comarca de Paradanta, en la provincia de Pontevedra. La primera edición tuvo lugar en 1966, y desde entonces se celebra anualmente durante agosto.
El clima de A Cañiza, frío y seco, es idóneo para el curado de buena calidad de los productos cárnicos, lo que atraía a los comerciantes, que compraban a particulares.  Esta buena fama del jamón cañicense inspiró la idea de crear una fiesta dedicada a este producto. Fue una propuesta de vecinos y comerciantes de la zona con la finalidad de atraer el turismo y dar a conocer los productos agrícolas del lugar.
En el año 2013 el Consello de la Junta de Galicia declaró esta feria como fiesta de interés turístico de Galicia.

## Actividades durante la fiesta del jamón
La fiesta del jamón de A Cañiza dura todo el mes de agosto. Durante este tiempo, además de las actividades propias de las festividades veraniegas, como verbenas, actuaciones musicales y espectáculos en la calle, se hacen degustaciones, concursos y desfiles.
Además del jamón, durante la fiesta se comercializan otros productos de alimentación elaborados en la comarca.

### Degustaciones
Durante la fiesta se pueden saborear platillos preparados con jamón, típicos de la región. Entre ellos se destacan, pinchos y raciones de jamón curado, jamón asado, jamón cocido al vino tinto, empanadas de jamón y tortilla de jamón. Y entre los platillos se cuentan, tirabeques con huevo cocido, acompañado con ajo y jamón desalado y rebozado con pan rallado y huevo; judías con jamón; lenguado relleno de jamón y queso, bañado con salsa bechamel; y croquetas de jamón con nuez moscada y pimienta.

### Concurso de cortar jamón
Esta actividad es una de las más importantes durante la festividad. Profesionales del jamón de diferentes lugares de la península visitan A Cañiza para participar en esta competición de cortar a cuchillo las lonchas de jamón. Entre los aspectos valorados por el jurado destacan el estilo del corte, el grosor de las lonchas, la presentación del plato, y la limpieza de la zona de trabajo.  

### Concurso y exposición fotográfica
El concurso de fotografía tiene por temas el entorno, la gastronomía y la cultura de A Cañiza. Las fotografías deben ser tomadas por los participantes durante el mes de agosto. Pueden participar tanto profesionales como aficionados. Durante la comida popular que se lleva a cabo el 15 de agosto en el parque de la villa, se expone una selección de las 20 mejores fotos. Después de comer se otorga el premio a la mejor fotografía y otro a la más votada por el público durante la mañana de ese día. 

### Desfile
Al mediodía sale de la Casa Consistorial la conocida Comitiva del Jamón en dirección al parque Carballeira do Cacharado, que es donde se celebra la fiesta. La comitiva está encabezada por un carro cargado de jamones, que va tirado por dos bueyes; a este le sigue una banda de gaitas y un grupo de niños y niñas vestidos de muiñeiras que portan en sus manos bandejas de jamón; por último, cerrando la comitiva se encuentra el alcalde, miembros de la Cofradía del Jamón y cargos locales. Una vez que toda la comitiva y público se encuentran en el parque comienza la comida. Durante todo el desfile circulan entre los asistentes los gigantes y cabezudos.

## Bocadillo gigante
En los días previos a la fiesta, los vecinos hacen un bocadillo de quince metros de largo. Mayores y niños amasan y cuecen una barra de pan en la calle y posteriormente le añaden lonchas de jamón. Finalmente, todo el bocadillo se corta y se reparte entre los espectadores.